# Jacques de Vaucanson
Jacques de Vaucanson (Grenoble, 24 febbraio 1709 – Parigi, 21 novembre 1782) è stato un inventore e artista francese, celebre per l'invenzione e costruzione di numerosi complessi automi.

## Biografia
Jacques de Vaucanson nasce a Grenoble il 24 febbraio 1709, figlio di genitori provenienti dalla piccola nobiltà del Delfinato. Nel 1735 si trasferisce a Parigi per approfondire le sue conoscenze scientifiche. Qui, a causa di ristrettezze economiche, costruisce i primi automi da esibire al pubblico.
In seguito alle malversazioni degli usurai a cui è sottoposto, scrive una supplica al Re, che viene accolta, permettendogli così di dedicarsi a tempo pieno alle sue invenzioni. Questo gli permette di diventare presto il più grande costruttore di automi e di venire conteso da vari sovrani, tra i quali Federico II di Prussia che lo avrebbe voluto tra i membri dell'Accademia delle Scienze da lui fondata . Rimase in Francia dove venne nominato ispettore dei setifici, con l'impegno di riorganizzare l'industria serica francese sul modello piemontese e di costruire un telaio automatico.
Nel 1746 fu ammesso all'Accademia delle Scienze.

## Invenzioni

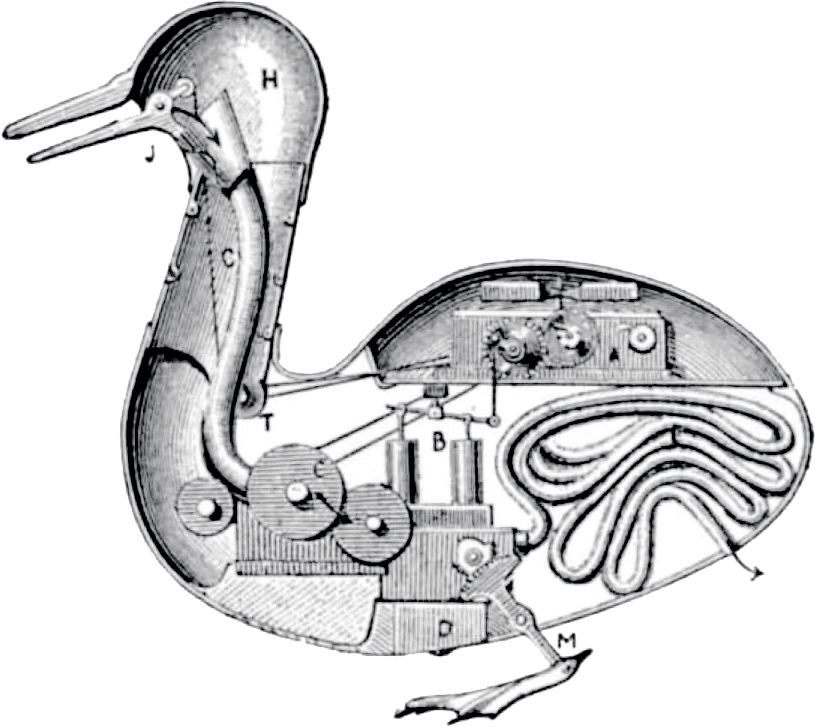
L'anatra-automa

Vaucanson fu l'inventore del primo telaio automatico.
Costruì il suo primo meccanismo automatico nel 1737. Nel 1751 inventò una ruota automatica per la dipanatura che utilizzava la tessitura a spina di pesce.
Più tardi creò il primo telaio interamente automatico, di cui fu costruito un modello nel 1745. Tra i suoi congegni mise a punto elementi meccanici che sono tuttora utilizzati per le macchine utensili.
Vaucanson è soprattutto celebre per aver costruito alcuni automi, o anatomies mouvantes ("anatomie mobili"), come egli definiva le sue creazioni, tra i quali un piccolo flautista completamente automatizzato dotato di labbra mobili, una lingua meccanica che fungeva da valvola per il flusso dell'aria e dita mobili le cui punte in pelle aprivano e chiudevano i registri del flauto. L'ispirazione per la costruzione di questo flautista gli viene vedendo la statua del Fauno di Antoine Coysevox nel giardino delle Tuileries.
La sua più grande opera fu l'anatra digeritrice, che avrebbe dovuto replicare il processo di digestione e defecazione. In seguito vari artisti riprodussero l'anatra di de Vaucanson, tra cui Frédéric Vidoni, che nel 1998 per rendere omaggio a Vaucanson ha ricreato l'automa tale e quale l'originale, anche questo in grado di "digerire". L'opera è esposta al Museo degli automi a Grenoble.

## Influenze nella cultura
- Voltaire, che compose versi per lodarne la grandezza, fu così colpito dagli automi di Vaucanson da battezzarlo "il rivale di Prometeo" [4].
- Nel film La migliore offerta, scritto e diretto da Giuseppe Tornatore, vi è un esplicito riferimento a Vaucanson ed al ritrovamento di una serie di ingranaggi che riportano la sua firma coperta dalla ruggine. La ricerca e l'assemblaggio dei pezzi ritrovati darà alla luce un automa, utilizzato come espediente narrativo per tracciare un parallelismo con la storia d'amore tra Virgil e Claire.
- Nel videogioco Steelrising, Eugène de Vaucanson, è il nipote di Jacques de Vaucanson, e creatore degli automi del gioco, compresa la protagonista Aegis.